# منغلي سفلي
منغلي سفلي (بالفارسية: منگلی سفلی) هي قرية تقع في قسم صفي آباد الريفي (مقاطعة إسفراين) في إيران. يقدر عدد سكانها بـ 59 نسمة .